# Pedro Aguado Cuesta
Pedro Aguado Cuesta (Bilbao, 26 de junio de 1957) es un eclesiástico y profesor católico español, obispo de Huesca y de Jaca desde 2025. Fue superior general de los Escolapios entre 2009 y 2025.

## Biografía
Nació el 26 de junio de 1957, en la ciudad española de Bilbao, País Vasco.
Realizó su formación en el Colegio Calasancio de su ciudad natal, regentado por los Escolapios.
Cursó Magisterio en la Escuela de Magisterio «Nuestra Señora de Begoña» de Bilbao (1978).
Tras realizar estudios en el Centro Superior de Teología, dependiente de la Universidad de Navarra, obtuvo una licenciatura en Ciencias Eclesiásticas en 1982. Posteriormente, consiguió una licenciatura Filosofía y Ciencias de la educación por la Universidad de Deusto en 1988.

### Vida religiosa
En 1974 ingresó en el noviciado de la Congregación de los Escolapios en Orendáin. Realizó su primera profesión de votos religiosos el 24 de agosto de 1975, siendo enviado a la comunidad formativa de Bilbao, recién creada la provincia. Realizó la profesión solemne el 25 de agosto de 1979, en la comunidad "San José de Calasanz" de Pamplona. 
Fue ordenado diácono el 24 de octubre de 1981. Su ordenación sacerdotal fue el 13 de junio de 1982, a manos del arzobispo José María Cirarda.
Fue profesor y responsable de Pastoral del Colegio Calasanz de Pamplona (1982-1985) y posteriormente responsable de Pastoral del Colegio de Bilbao (1985-1995). Fue rector y maestro de juniores en Bilbao (1985-1995).
Se desempeñó como ecónomo en varias comunidades: Juniorato 1 de Bilbao (1975-1978), Juniorato 2 de Pamplona (1978-1982) y comunidad Juan XXIII de Pamplona, donde también fue responsable de la Pastoral vocacional (1982-1985).
Desarrolló responsabilidades pastorales dentro de su comunidad: asistente provincial de Pastoral (elegido en 1988 y reelegido en 1991), superior provincial de Vasconia durante doce años (elegido en 1995 y reelegido en 1999 y 2003) y provincial de la nueva Provincia de Emaús en 2007.
El 4 de julio de 2009, fue elegido superior general por el 46.° Capítulo General de los Escolapios. En 2015, fue confirmado en este cargo. Durante el 48.° Capítulo General celebrado en 2022, fue reelegido para un tercer mandato, con permiso de la Santa Sede.
El 17 de diciembre de 2016, fue nombrado consultor de la Congregación para la Educación Católica. El 18 de febrero de 2023, fue nombrado consultor del Dicasterio para la Cultura y la Educación.
Además, fue vocal del Consejo Ejecutivo de la Unión de Superiores Generales-USG (2012-2021) y es presidente de la Comisión de Educación de las Uniones de Superiores y Superioras Generales (USG-UISG, desde 2009).

### Episcopado
El 29 de marzo de 2025, el papa Francisco lo nombró obispo de las diócesis de Huesca y Jaca, unidas in persona episcopi. Fue consagrado el 14 de junio del mismo año, en la catedral de Huesca, a manos del cardenal João Braz de Aviz. Tomó posesión canónica de la sede de Huesca el mismo día de su ordenación. Al día siguiente, 15 de junio, tomó posesión canónica de la sede de Jaca, durante una ceremonia en la catedral de la ciudad homónima.